# Rudolf Gercke
Rudolf Ernst Otto Gercke (Nikolaiken, 17 augustus 1884 - Marburg an der Lahn, 17 februari 1947) was een Duitse officier en General der Infanterie tijdens de Tweede Wereldoorlog. Hij was van 1 september 1939 tot 8 mei 1945 de chef van het veldtransportwezen (Chef des Feldtransportwesens) van het Oberkommando des Heeres.

## Leven
Rudolf Ernst Otto Gercke werd op 17 augustus 1884 als een zoon van een raads- en bosbouwlid uit de boswachterij Nikolaiken in de regio Sensburg in Oost-Pruisen geboren. Rudolf was de jongere broer van Hubert Gercke. Op 27 februari 1903 trad hij als Fahnenjunker in dienst van het Jäger-Bataillon „Graf Yorck von Wartenburg“ (Ostpreußisches) Nr. 1 in het Deutsches Heer. Op 18 oktober 1903 volgde zijn bevordering tot Fähnrich, en daarop volgende zijn bevordering tot Leutnant op 18 augustus 1904. Vanaf 1 oktober 1911 tot 21 juli 1914 gaf Gercke les aan de Pruisische militaire school, waar hij op 18 augustus 1912 tot Oberleutnant bevorderd werd. Na zijn terugkeer naar zijn stambataljon, diende hij daar als adjudant.

### Eerste Wereldoorlog
Na de uitbraak van de Eerste Wereldoorlog, werd Gercke met zijn bataljon aan het oostfront ingezet. Tijdens de gevechten van 23 en 24 augustus 1914 bij Lahna en Orlau werd Gercke en zijn bataljon voor het eerst inzet. Op 28 november 1914 werd hij tot Hauptmann bevorderd, en daarop volgend op 1 december 1914 tot compagniescommandant benoemd. Op 2 mei 1915 werd hij overgeplaatst naar het Generalkommando van het 11e Legerkorps, en op 18 juli 1915 werd hij weer naar het Generale Staf van het leger overgeplaatst. Op 26 juni 1915 werd hij naar het Oberkommando der Bug-Armee overgeplaatst. Hierop volgde nog verschillende functies in het Korps Falkenhayn en de Armeegruppe von der Marwitz. Op 5 december 1916 werd Gercke in de staf van de 17. Landwehr-Division geplaatst, en op 29 juni 1917 in de staf van de 30e Divisie. Vanaf 18 oktober 1917 diende hij in de Generale Staf van de chef van het Feldtransportwesens. Op 3 april 1918  werd hij als gelastigde van de Heeresgruppe „Kronprinz Rupprecht“ ingezet.

### Interbellum
In deze functie bleef hij tot 31 december 1918, en werd aansluitend naar de staf van het veldspoorbaanwezen overgeplaatst. Vanaf 15 januari 1919 was Gerkcke als gevolmachtigde Generale Stafofficier van de chef van het veldspoorbaanwezen bij het Armeeoberkommando (AOK) Nord in het Grenzschutz Ost ingezet. Op 2 augustus 1919 werd Gercke ter bijzondere beschikking van het grenscommando ingezet. Vanaf 11 september werd hij kortstondig in de Heeres-Friedenskommission ingezet, voordat hij op 1 oktober in de staf van het militaire districtscommando I (Wehrkreiskommandos I) kwam. Tegelijktijdig was Gercke lid van de Linienkommandantur Königsberg. Op 1 oktober 1922 volgde zijn benoeming tot compagniescommandant van het 1. (Preußisches) Infanterie-Regiment. Tegelijk werd hij op 31 oktober 1923 tot Major bevorderd, en verliet daarop de actieve dienst.
Vanaf 1 april 1928 was Gercke als L-Officier en referent in het troepenambt van het Reichswehrministerium werkzaam. Hij werd op 1 oktober 1933 groepsleider (Gruppenleiter). Op 1 december 1934 volgde zijn benoeming tot Oberstleutnant a. D.. Op 5 maart 1934 werd Gercke als E-Officier (Ergänzungsoffizier) tot Oberstleutnant bevorderd en op 1 april 1937 weer gereactiveerd. Op 1 oktober 1937 volgde zijn bevordering tot Oberst, en vanaf 12 oktober diende Gercke als afdelingschef in de Generale Staf van het Heer. Op 26 augustus 1939 volgde zijn benoeming tot Wehrmacht- en legertransportleider bij het Oberkommando des Heeres en na het begin van de Tweede Wereldoorlog zijn bevordering tot Generalmajor.

### Tweede Wereldoorlog
Door de reorganisatie, werd de functie van Gercke op 15 januari 1940 chef van het veldtransportwezen (Chef des Feldtransportwesens). Als zodanig volgde zijn bevorderingen tot Generalleutnant op 1 augustus 1940 en voor General der Infanterie op 19 april 1942.
Na de aanslag op Adolf Hitler van 20 juli 1944 viel Gercke naar de Führer op vanwege zijn 'brutaliteit'. Over deze stafbespreking in het Führerhauptquartier van 31 augustus 1944 werd volgende vastgelegd:
Hitler (tot 20 juli, begin ontbreekt): "... afdeling van de generale staf, waarin de chef helemaal in orde was, namelijk met Gercke, tot nu toe geen enkele man werd gevonden, die iets met het ding te maken heeft. .. "
Dit resulteerde in een vertrouwen dat Hitler ertoe bewoog de generaal verder in zijn planningen te betrekken.

### Ardennenoffensief
Op grond van de krachtsverhoudingen na de nederlaag in Frankrijk en de technische- en logistieke voordelen van de westelijke geallieerden, kwam het in de Duitse planning tot een efficiënt, verborgen opmars naar het tegenoffensief in het westen, het Ardennenoffensief in december 1944 tot:
17 september 1944: Hitler nam deel aan de planning "een nieuwe man - generaal Rudolf Gercke -, chef van het Wehrmachtstransportwezen. [...] Begin oktober had Gercke de opbouw van het transportsysteem bijna voltooid [...] De belangrijkste taak van Gercke was de grondige herziening van de Deutsche Reichsbahn.
Na voltooiing van het planning op 7 december 1944 moesten "tienduizenden soldaten en tienduizenden tonnen materiaal bij nacht onopvallend worden vervoerd van hun verzamelpunten naar hun inzetplaatsen net achter het front. [...]. Op 7 december, bij zonsopgang, was de eerste lading voorbij en alle transporten rolde in dezelfde richting - richting de Ardennen.

### Na de oorlog
Op 8 mei 1945 raakte Gercke in Amerikaans krijgsgevangenschap, hij overleed op 17 februari 1947 in een militair hospitaal.

## Militaire carrière
- General der Infanterie: 19 april 1942[2][3][4][5]
- Generalleutnant: 1 augustus 1940[2][3][4][5][6]
- Generalmajor: 1 oktober 1939[2][3][4][5][6]
- Oberst i.G.: 1 oktober 1937[2][6][7]
- Oberstleutnant: 1 december 1934[2] - 1 april 1934[6]
- Major: 1 oktober 1931[2] - 15 mei 1931[7]
- Charakter als Major i.G.:[7] 31 oktober 1923[2]
- Hauptmann: 28 november 1914[1][2]
- Oberleutnant: 18 augustus 1912[1][2]
- Leutnant: 18 augustus 1904[2] (Patent van 19 augustus 1903)[1]
- Fähnrich: 18 oktober 1903[1]
- Fahnenjunker: 27 februari 1903 - 18 oktober 1903[2]

## Onderscheidingen
- Ridderkruis van het Kruis voor Oorlogsverdienste op 23 september 1943 als General der Infanterie en Chef van het Feldtransportwesens (OKH)[5][8]
- Kruis voor Oorlogsverdienste, 1e Klasse  en 2e Klasse met Zwaarden[2][3][8]
- Herhalingsgesp bij IJzeren Kruis 1939, 1e Klasse en 2e Klasse[2][8]
- IJzeren Kruis 1914, 1e Klasse en 2e Klasse[2][8]
- Erekruis voor Frontstrijders in de Wereldoorlog[8]
- Orde van het Vrijheidskruis (Finland)
- 1e Klasse met Ster op 15 juli 1942 als General der Infanterie[2][8]
- 1e Klasse met Zwaarden op 25 maart 1942 als Generalleutnant[2][8]
- Kruis voor Militaire Verdienste (Oostenrijk-Hongarije), 3e Klasse met Oorlogsdecoratie[9]
- Orde van Militaire Verdienste (Beieren), 4e Klasse met Zwaarden[9]
- Ridder der Eerste Klasse in de Albrechtsorde met Zwaarden[9]
- Ridder der Tweede Klasse in de Orde van de Witte Valk met Zwaarden[9]
- Vorstelijk Reussisch Ereteken, 3e Klasse met Kroon en Zwaarden[9]
- Dienstonderscheiding van Leger, 1e Klasse[9]
- Hanseatenkruis Hamburg[9]

### Persbericht voordracht Ridderkruis van het Kruis voor Oorlogsverdienste
„Mit der Verleihung des Ritterkreuzes des Kriegsverdienstkreuzes mit Schwertern an General der Infanterie Rudolf Gercke würdigte der Führer die hohen Verdienste, die sich General Gercke um den Aufbau des militärischen Transportwesens erworben hat. Seit Kriegsausbruch hat er sodann als Chef des Transportwesens den Ablauf des Aufmarsches der deutschen Wehrmacht maßgebend gesteuert und unter Überwindung aller organisatorischen und technischen Schwierigkeiten später in den besetzten Gebieten die Wiederherstellung der Eisenbahnen und sonstigen Verkehrswege organisiert und durch Erhaltung und Vergrößerung ihrer Leistungsfähigkeit wichtige Voraussetzungen für die rasche Durchführung operativer Maßnahmen geschaffen.“
„Met de verlening van het Ridderkruis van het Kruis voor Oorlogsverdienste met Zwaarden aan de Generaal der infanterie Rudolf Gercke waardeerde de Führer de hoogste verdienste, die de generaal Gercke voor de opbouw van het militaire transportwezen behaald heeft. Sinds het uitbreken van de oorlog heeft hij als chef van het transportwezen de opbouw van de opmars van de Duitse Wehrmacht beslissend gestuurd en onder overwinning van allerlei organisatorische en technische moeilijkheden later in de bezette gebieden het herstel van de spoorbaan en overige verkeerswegen georganiseerd en door behoud en vergroting hun capaciteit belangrijke voorwaarden voor de snelle doorvoering operatieve maatregelen geschapen.“